# Соло для слона з оркестром
«Соло для слона з оркестром» (чеськ. «Cirkus v cirkuse», дослівний переклад — «Цирк в цирку») — двосерійний художній фільм, знятий у 1975 році (вийшов на екран у 1976 році). Фільм є спільним проектом чехословацьких та радянських кінематографістів. Прем'єра фільму відбулася 5 лютого 1976 року у Празі і 17 травня 1976 року у Москві. В СРСР фільм подивилося близько 25 млн осіб.

## Сюжет
Дія фільму розгортається в Москві, куди приїжджає міжнародне циркове журі для відбору номерів Московського цирку на Ленінських горах для участі в міжнародному цирковому фестивалі. Журі в захваті: один номер кращий за інший і важко відібрати краще для конкурсу. Одночасно з цим в Москву приїжджає делегація вчених-зоофілологов (фахівців з мов тварин). Члени цієї делегації їдуть в МГУ на наукову конференцію. Під час вченого зібрання професор Ружичка з Праги укладає суперечку зі своєю колегою з Англії, місіс Уінстлер, про те, що навіть слона можна навчити співати, після чого двоє вчених йдуть в цирк по сусідству для проведення наукового досвіду — співу слона. Гриша закоханий в дочку директора цирку Таню. Однак вона захоплена молодим буфетником, який випадково вилив сік на піджак Гриші. Бажаючи помститися, Гриша йде до директора цирку Іванова і вимагає звільнення офіціанта Альоші. Однак директор цирку на це добро не дає, тому що готується до показового виступу перед міжнародною цирковою комісією. Тоді Гриша вирішує помститися і зірвати циркову виставу. Він підсипає снодійне, склеює тарілки, підбурює офіціанта Альошу з директором цирку. Але, незважаючи на всі підступи, все закінчується добре і перемагає любов. А слон — співає.

## У ролях
- Їржі Совак — професор Ружичка (озвучив російською Олексій Консовський)
- Іва Янжурова — місіс Уінстлер (озвучила російською Надія Румянцева)
- Євген Леонов — директор цирку Іванов (озвучив чеською Йозеф Вінклар)
- Наталія Варлей —  Таня Іванова, дочка директора цирку (озвучила чеською Марта Ванчурова)
- Олександр Леньков —  Альоша, буфетник (озвучив чеською Міхал Павлата)
- Леонід Куравльов —  Гриша, заступник директора, стажист (озвучив чеською Рудольф Єлінек)
- Савелій Крамаров —  Лопухов, розпорядник (озвучив чеською Владимир Груби)
- Олексій Смирнов —  Едуард Спиридонович Смирнов, фокусник, гіпнотизер (озвучив чеською Мірко Мусіл)
- Олександр Сороколєтов — асистент фокусника
- Павло Винник —  тато з двома дочками
- Мікаела Дроздовська —  мама двох дочок
- Євген Моргунов —  Коля, ревнивець (озвучив чеською Сватоплук Складал)
- Надія Рєпіна —  Маша, дружина ревнивця
- Юрій Волинцев —  Олександр Борисович, (озвучив чеською Карел Влчек)
- Валентин Брилєєв —  пожежний
- Анатолій Голик —  Ігор, головний механік
- Григорій Шпігель —  зоофілолог
- Йозеф Гліномаз — Микола, дресирувальник слона (озвучив російською Іван Рижов)
- Ян Містрік — індійський зоофілолог (озвучив російською  Фелікс Яворський, озвучив чеською Карел Глушічка)
- Мирослав Свобода — іспанський зоофілолог
- Іржи Лір — італійський зоофілолог
- Карел Ховорка — болгарський зоофілолог
- Отто Худрлік — голландський зоофілолог
- Людмила Михалкова — німецький зоофілолог
- Ярослава Шаллерова — секретарка зоофілолога
- Франтішек Філіповський — репортер «Санді Експрес» (озвучив російською Віктор Філіппов)
- Марія Драгокоупілова — француженка, член циркового журі (озвучила російською Інна Виходцева)
- Зденек Діте — італієць, член циркового журі (озвучив російською В'ячеслав Подвиг)
- Любомир Липський — чех, член циркового журі (озвучив російською Олег Голубицький)
- Ольдржих Велен — норвежець, член циркового журі (озвучив російською Юрій Чекулаєв)
- Карел Еффа — ветеринар (озвучив російською Вадим Спиридонов)
- Віктор Маурер — офіціант
- Борис Бітюков — охоронець в цирку

## Знімальна група
- Автори сценарію: Яків Костюковський, Олдржих Липський, Мілош Мацоурек,  Моріс Слободськой
- Постановка: Олдржих Липський
- Оператор-постановник: Ярослав Кучера
- Художники-постановники: Георгій Колганов, Карел Вацек
- Композитор: Властиміл Гала